# Liste des joueurs de l'Étendard de Brest
Cet article présente la liste des joueurs de l'Étendard de Brest ayant fait au moins une apparition en match officiel avec l'équipe masculine première sur la période 1993 à ce jour :
- Haut – A
- B
- C
- D
- E
- F
- G
- H
- I
- J
- K
- L
- M
- N
- O
- P
- Q
- R
- S
- T
- U
- V
- W
- X
- Y
- Z

```
Quemeneur Jérôme 1997 2001
```

## A
- Erwann Abautret
- Serge Abbé
- Kevin Abjean
- Thibaut Abjean
- Larry Abney
- Yaya Adamou
- Yunss Akinocho
- Jimmy Akl
- Loic Akono
- Zakahilaou Alao
- Jean Paul Atticot

## B
- Abdoulaye Badiane
- Maurice Bailey
- Aaron Bain
- Abdul Bass
- Turner Battle
- Brett Beeson
- Antoine Bellec
- Olivier Bellony
- Yaya Bendib
- Khalil Ben Yahmed
- Ted Berry
- Yoan Birembaut
- Christophe Bodenes
- Olivier Bourgain
- Stanley Blackmon
- Julien Blanchot
- Lionel Bomayoko
- Chris Bracey
- André Branch
- Eric Broallier
- Robert Brown
- Stephen Brun
- Chris Bruton

## C
- Kevin Camara
- Nicolas Carré
- Steve Carity
- Florian Cazier
- Aaron Cel
- Brian Currie
- Olivier Constant
- Alberto Carreras
- Armand Charles
- Gary Chathuant
- Demetrius Cherry
- Yvan Coatanea
- Jerome Coleman
- Christopher Cologer
- Robert Conley
- Philippe Cordola
- Petar Cosic
- Shea Cotton
- Steve Cramer
- Aaron Cel

## D
- Antoine Davison
- Thibault Delon
- Amadou Dioum
- Sean Dockery
- William Dumas
- Robert Doggett
- Julien Doreau
- Andrew Drevo

## E
- Camille Eleka
- Duane Ervin

## F
- Darren Fells
- Jerome Florenson
- Fabien Fond
- Ryan Forehan-Kelly
- Kevin Frey

## G
- Jojo Garcia
- Jelani Gardner
- Sherman Gay
- Badou Gaye
- Deon George
- Kelvin Gibbs
- Bart Gijbels
- Antoine Gillepsie
- Sebastien Giro
- Anthony Glover
- Cédric Gomez
- Nils Gouacide
- Jerome Guillemot
- Tommy Gunn

## H
- Antawn Hall
- Patrick Haquet
- Ludovic Hascoet
- Marcus Hicks
- Jonnie Hillard
- Mustapha Hoff
- Richard Hollis
- Karim Houari
- Dee André Hullet
- Mark Hutton

## I
- Killian Incrédule

## J
- Ben Jacobson
- Steve Jallabert
- Sébastien Jasaron
- Romain Jeddari
- Damien Jean Joseph
- Gilles Jéhannin
- Patrice Jézéquel
- Anthony Jones
- Ledarion Jones
- Mike Jones
- Wyking Jones
- Julius Joseph
- Laurent Jurrius

## K
- William Kerebel
- Anicet Kessely
- Steven Key
- Bienvenue Kindoki
- Harvey Knuckles
- Tuukka Kotti
- Matthias Kutzor-Schroder

## L
- Srdjan Lalic
- Larry Lawrence
- Yann Le Corre
- Marc Le Goff
- John Leroy
- Refiloe Lethunya
- Jyri Lethonen
- Mathieu Le Roux
- Mickael Le Roux
- Julien Lesieu
- Antoine Liorel
- Lonnie Lewis
- Michaël Lindquist
- Jerry Line
- Rafael Lopez
- Jimmy Lupot

## M
- Cédric Mansaré
- Tony Majaro
- MC Mazique
- Henri Mc Daniels
- Lashawn Mc Daniels
- William Mc Farlan
- Chris Mc Neal
- Henri Philippe Maidou
- Cédric Mélicie
- Darnell Miller
- Greg Miller
- J. J. Miller
- A. Milosevic
- Jean Michel Montabord
- Tony Moore
- Eric Mudd

## N
- Gregory Nicolas
- Jacques N'Kakou

## P
- Tyson Patterson
- Fabien Pellan
- Maxime Pellan
- Christophe Pellegrini
- Thomas Penguilly
- Pascal Perrier-David
- Christophe Peucat
- Arnaud Picard
- Marko Piplovic
- Shawn Platts
- Vaidotas Pridotkas
- Nicolas Prigent

## R
- Richard Raisner
- Johan Rat
- Johan Rathieuville
- Dejan Ristic
- Rolan Roberts
- Jérôme Robinson
- Cecil Rucker

## S
- Salomon Sami
- Tahirou Sani
- Juan Saliou
- Eric Schmieder
- Jérôme Schmitt
- Hugues Sedecias
- Tom Sewell
- Alonzo Shell
- Gary Staelens
- Dainius Staugaitis
- Yannick Stephan
- Pawel Storozynski
- Ismaila Sy
- Lassana Sylla
- Lavar Simmons

## T
- Liro Tenngren
- Godfrey Thompson
- Larry Thompson
- Larry Tiller
- Kiakou Tomaku
- Kassoum Toure
- Chris Tower
- Ronnie Taylor

## V
- Wilfried Vallois
- Pero Vasiljevic
- Kennedy Vesanes
- Franck Verove
- Jimmy Verove
- Terence Vigier
- Philippe Von Buschwaldt
- Brice Vounang

## W
- Adam Waleskowski
- Agge Ward
- Darrel Waters
- John White
- Carlos Williams
- Mike Williams
- Matt Williams
- Steve Wright

## Y
- Chris Young
- Kenny Younger

## Z
- Jean-Yves Zahoui